# Juan Curuchet
Juan Curuchet (n. 4 februarie 1965, Mar del Plata, Buenos Aires, Argentina) este un ciclist argentinian, medaliat olimpic. A participat la 6 ediții ale Jocurilor Olimpice (1984, 1988, 1996, 2000, 2004, 2008) în care a câștigat o medalie de aur.